# Gregor Rensen
G.G.J. (Gregor) Rensen (Wierden, 28 augustus 1957) is een Nederlandse PvdA-politicus en bestuurder.

## Biografie

### Opleiding en maatschappelijke loopbaan
Rensen ging van 1969 tot 1975 naar het atheneum-B aan het Pius X College in Almelo. Van 1975 tot 1976 studeerde hij economie aan de Rijksuniversiteit Groningen. Van 1976 tot 1984 studeerde hij geschiedenis aan de Katholieke Universiteit Nijmegen met als specialisatie economische- en sociale geschiedenis.
Hij volgde bijvakken als sociologie van arbeid en bedrijf, culturele antropologie, economie en de lerarenopleiding geschiedenis (1e graads lesbevoegdheid). Hij behaalde zijn doctoraal. Van 1995 tot 1997 volgde hij een postdoctorale opleiding management consultancy aan het Sioo en behaalde daar een MCM.
Rensen was van 1985 tot 1989 beleidsmedewerker bij de HBO-raad, van 1989 tot 1992 senior beleidsadviseur bij de Erasmus Universiteit Rotterdam en van 1992 tot 1994 directeur van het Tinbergen Instituut. Van 1995 tot 2001 en van mei tot oktober 2014 was hij als zelfstandig ondernemer actief als interim-manager en consultant. Van 1999 tot 2006 was hij manager bij de Haagse Hogeschool en de ROI.
Naast zijn burgemeesterschap bekleedt hij nog diverse nevenfuncties. Zo is hij lid van de Raad van Commissarissen van Stichting CAV in Zoetermeer, voorzitter van de Raad van Toezicht van Stichting Kinderopvang 2Samen in Den Haag en lid van de Raad van Toezicht van Stichting Buddy Netwerk in Den Haag.

### Politieke loopbaan
Van 1998 tot 1 januari 2002 was Rensen lid en PvdA-fractievoorzitter van de gemeenteraad van Voorburg. Na de gemeentefusie van Voorburg met Leidschendam op 1 januari 2002 was hij tot 2004 lid van de gemeenteraad van Leidschendam-Voorburg. Van 2006 tot 2014 was hij wethouder van Leidschendam-Voorburg. Van 16 oktober 2014 tot 28 oktober 2015 was hij waarnemend burgemeester van Brielle.
Vanaf 28 oktober 2015 was hij de Kroonbenoemde burgemeester van Brielle. Op 1 januari 2023 ging Brielle op in de fusiegemeente Voorne aan Zee waarmee er een eind kwam aan het burgemeesterschap. Van 15 april 2023 tot 5 juni 2024 was hij waarnemend burgemeester van Maassluis.
Van 13 november 2024 tot en met 5 februari 2025 was Rensen tijdelijk lid van de Provinciale Staten van Zuid-Holland, als vervanger van een Statenlid die met zwangerschapsverlof was.
- International Standard Name Identifier: 0000 0003 9440 1069
- Nederlandse Thesaurus van Auteursnamen: 072929626
- Virtual International Authority File: 208495479
- WorldCat: E39PBJfmqbbCc7DbK6mycbpdcP